# Prekwalifikacje (Formuła 1)
Prekwalifikacje – termin używany w Formule 1. Oznaczał on stosowane w latach 1988-1992 dodatkowe zasady kwalifikacji. Jako że w latach tych w startach brało udział ponad 15 zespołów, prekwalifikacje miały wyłonić kierowców, którzy będą mogli brać udział we właściwych sesjach kwalifikacyjnych (mogło uczestniczyć w nich maksimum 30 kierowców). Nie dotyczyło to najlepszych 13 zespołów z poprzedniej połowy sezonu.